# Tomohyphantes opacus
Tomohyphantes opacus är en spindelart som beskrevs av Alfred Frank Millidge 1995. Tomohyphantes opacus ingår i släktet Tomohyphantes och familjen täckvävarspindlar. Inga underarter finns listade i Catalogue of Life.